# Liza Marklund

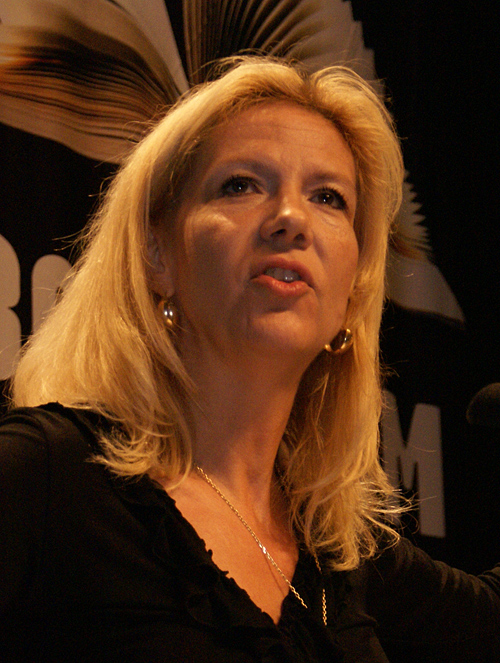
Liza Marklund

Liza Marklund, geboren als Eva Elisabeth Marklund (Pålmark, nabij Piteå, 9 september 1962) is een Zweedse schrijfster, bekend om haar detectiveromans met journaliste Annika Bengtzon als hoofdpersoon. Daarnaast schreef zij non-fictieromans met als thema huiselijk geweld en mishandeling van vrouwen, en werkte zij als journalist voor onder meer de Zweedse tabloid Expressen.

## Biografie
Liza Marklund groeide op in het noorden van Zweden in het gehucht Pålmark, ongeveer 20 kilometer noordelijk van Piteå. Ze werkte een aantal jaren als journalist voor Expressen, een van de twee landelijk opererende Zweedse tabloids. In 1995 debuteerde Marklund met de non-fictieroman Gömda, geschreven samen met Mia Eriksson. Het boek was aanvankelijk geen groot succes, maar na haar doorbraak als schrijfster van detectiveromans werd een heruitgave van dit boek een bestseller. Haar eerste roman Sprängaren kwam uit in 1998 en vanaf dat moment werd zij een van de best verkopende Zweedse auteurs. Samen met collega-journalist/schrijver Jan Guillou en uitgeefster Ann-Marie Skarp richtte Marklund uitgeverij Pirat förlaget op. Haar boeken worden in Zweden nog steeds uitgegeven door Pirat, dat inmiddels is uitgegroeid tot een belangrijke uitgever.
Veel van haar boeken zijn vertaald, ook in het Nederlands. Met de Amerikaanse auteur James Patterson schreef ze de thriller Postcard Killers (2010).
Sinds 2004 is Liza Marklund ambassadeur voor Unicef. Als columnist, inmiddels weer voor Expressen neemt zij actief deel aan het maatschappelijk debat in Zweden. Liza Marklund woont in Stockholm en heeft drie kinderen.

## De Annika Bengtzon-boeken
Marklunds grote doorbraak in Zweden kwam met de publicatie van haar eerste detectiveroman, die journalist Annika Bengtzon als protagonist opvoerde. Annika werkt bij een tabloid, heeft vaak ruzie met chefs en collega's, maar kan toch haar werk niet missen. Ook in haar privéleven zijn de relaties vaak intens, maar zelden vrij van problemen. Langdurig stabiele en probleemloze relaties heeft ze eigenlijk alleen met haar grootmoeder (die in Paradiset overlijdt) en haar collega Berit.
Alle boeken, met uitzondering van Sprängaren, spelen zich af in de realistisch beschreven Zweedse samenleving in een recent verleden. Liza Marklund steekt veel energie in het correct beschrijven van plaatsen en gebeurtenissen. Als in een verhaal een pizzeria in een Zweeds dorpje voorkomt, dan zal haar beschrijving ervan volledig overeenkomen met de werkelijk bestaande pizzeria. De gebeurtenissen, zoals beschreven in de krant waar Annika Bengtzon werkt, zijn voor de doorsnee Zweedse lezer vrijwel altijd herkenbaar als verwijzingen naar grote koppen in Expressen of Aftonbladet. Alle boeken, met uitzondering van Sprängaren, sluiten chronologisch en inhoudelijk op elkaar aan en in elk verhaal komen dezelfde personages voor. Uiteraard verdwijnen er personages uit het leven van Annika en komen er nieuwe bij, maar Liza Marklund bewaakt zorgvuldig de continuïteit in haar verhaallijn.
Sprängaren speelt zich ruwweg af tussen Prime Time en Den röda vargen en heeft als decor Stockholm in de (op het moment van publicatie) nabije toekomst, waar de voorbereidingen voor de komende Olympische Spelen in Zweden in volle gang zijn.
In de andere boeken ontwikkelt Annika zich van een zeer onervaren journalist met een tijdelijk contract in Studio Sex tot een door de wol geverfde onderzoekende topjournalist. Als gevolg van de crisis in de krantenwereld en haar stormachtige relaties met chefs en collega's, moet ze overigens in En plats i solen wel weer opdraven om over faits divers en tabloidnieuwtjes te schrijven.
Hoewel de boeken niet autobiografisch zijn, is het duidelijk dat Marklund geregeld gebruikmaakt van eigen ervaringen. Zo put zij bijvoorbeeld uit haar achtergrond als journaliste, haar engagement met betrekking tot mishandeling van vrouwen, het opgroeien in een arbeidersmilieu in een klein Zweeds stadje en de sterke voorkeur voor het leven in grootstedelijk Stockholm. Er zijn ook grote verschillen tussen haar en haar romanfiguur. Annika heeft geen schrijversambitie en de hoge frequentie van moord en doodslag komt in Marklunds leven niet voor. Hoewel na Den röda vargen ook Annika Bengtzon een aantal jaren over een fors vermogen kan beschikken, is dat niet te vergelijken met het vermogen dat Liza Marklund heeft opgebouwd met haar auteurschap en zakelijk succes.
Het Zweeds in de boeken van Marklund is relatief eenvoudig. De boeken zijn daardoor goed bruikbaar als studiemateriaal voor Zweeds studerende Nederlandstalige lezers.

## Non-fictieromans
In de non-fictieromans Gömda en Aysl die Marklund in samenwerking met Mia Eriksson schreef, vertelt ze het verhaal van een gewone Zweedse vrouw. Mia is verloofd met een vluchteling uit het Midden-Oosten, krijgt een kind met hem en komt er dan achter, dat de "man met de zwarte ogen" niet de spannende man van haar dromen is. Zij vertelt het verhaal van steeds dwang en gewelddadigheid. Ondanks dat hijzelf de verloving verbreekt laat "de man met de zwarte ogen" haar niet los. Hij vervolgt haar steeds gewelddadiger en zelfs als Mia met haar nieuwe gezin haar geboorteplaats ontvlucht blijft hij haar achtervolgen. De Zweedse autoriteiten zijn van goede wil, maar het lukt hen niet om Mia en haar gezin effectief te beveiligen. Gömda eindigt met het vertrek van het gezin naar het buitenland.
Asyl pakt de draad van het verhaal weer op als Mia en haar gezin na enige maanden in het buitenland weer terugkeren in Zweden. Opnieuw weet de "man met de zwarte ogen" haar op te sporen op haar onderduikadres in Dalarna en later nogmaals tijdens een kort bezoek aan Örebro. Mia komt tot de conclusie dat een normaal leven voor haar en haar gezin in Zweden niet mogelijk is. Een Zweedse rechter bevestigt die conclusie, maar de Zweedse autoriteiten weigeren de kosten voor een emigratie naar Chili te vergoeden. Met eigen middelen en geleend geld emigreert Mia toch, maar reist na een aantal jaren door naar de VS. Uiteindelijk lukt het Mia om daar een verblijfsvergunning te krijgen. Die wordt verleend omdat de Amerikaanse rechter het bewezen acht dat een terugkeer naar Zweden en een normaal leven daar onmogelijk is.
Het verhaal wordt verteld vanuit het perspectief van Mia Eriksson, die bij de eerste publicatie in 1995 werd aangeduid als co-auteur. Bij die publicatie werden de boeken door de uitgever uitgebracht in de categorie biografie/autobiografie. Bij de heruitgave in 2000 veranderde dat en werd Marklund als auteur vermeld. Dat is ook het geval bij de publicatie van Asyl. Qua stijl zijn deze boeken eenvoudig te herkennen als Marklundverhalen, maar in tegenstelling tot haar andere romans geeft Liza Marklund bij deze boeken uitdrukkelijk aan, dat de gebeurtenissen in het verhaal waar gebeurd zijn. Op de omslag van Gömda de tekst "en sann historia" (een waar gebeurd verhaal). Details in het verhaal zijn veranderd om de veiligheid van Mia en haar gezin niet in gevaar te brengen.

## Kritiek
Liza Marklund is een vrouw die in haar columns meningen soms zeer scherp formuleert. Dat heeft in de loop der jaren regelmatig verhitte discussies opgeleverd. Er is echter t.a.v. twee aspecten van haar werk meer fundamentele kritiek geuit.
In krantenartikelen, gepubliceerd voordat haar schrijverscarrière begon, het boek Asyl en merkwaardigerwijs de detectiveroman "Paradiset" beschrijft zij het werk van Elisabeth Hermon als frauduleus. De stichting, met als doelstelling het beschermen van mishandelde vrouwen, ontving veel geld voor dat werk van de Zweedse overheid. Liza Marklund stelt o.a. in Asyl dat de stichting in werkelijkheid vrijwel geen werkzaamheden verrichtte.
Na de publicaties in Expressen weigerden Zweedse gemeenten verder samen te werken met Elisabeth Hermon. Hermon was gedwongen de stichting op te heffen en haar werkzaamheden stop te zetten. Politieonderzoek naar aanleiding van de publicatie in Expressen leverde geen bewijzen voor fraude op. Na het neerleggen van het fraudeonderzoek startte Elisabeth Hermon een schadevergoedingsprocedure op tegen Expressen. Kort voor de start van deze zaak werd een overeenkomst gesloten, waarbij Expressen een schadevergoeding betaalde aan Elisabeth Hermon. In haar boek Vingklippt (Gekortwiekt) beschuldigt zij Liza Marklund ervan haar leven te hebben vernietigd met de opeenvolgende publicaties van het volgens Hermon onjuiste verhaal met betrekking tot haar werkzaamheden.
Een ander punt van kritiek betreft het waarheidsgehalte en de typering van Arabische mannen in de boeken Gömda en Asyl. In haar boek Sanningen om Mia (De waarheid over Mia) stelt Monica Anderson dat de geschiedenis van Mia op wezenlijke punten niet overeenstemt met de werkelijkheid. Marklund heeft toegegeven, dat de op het boek afgedrukte tekst "en sann historia" (een waargebeurd verhaal) verwarring op kan leveren en beter vervangen zou kunnen worden door de tekst "baserad på en sann historia" (gebaseerd op een waargebeurd verhaal), maar houdt overeind, dat de essentie van het verhaal overeenstemt met de werkelijkheid.
Anne Heith, lector literatuurwetenschap aan de universiteit van Umeå, beschuldigt Marklund op haar beurt van xenofobie. Zij stelt dat Liza Marklund stelselmatig de vertegenwoordigers van de Westerse cultuur (Mia en haar nieuwe echtgenoot Anders) positief beschrijft (verstandig, zorgzaam, hardwerkend, redelijk) en de vertegenwoordigers van de Arabische cultuur (de man met de zwarte ogen en zijn vrienden) negatief (agressief, onredelijk, onverdraagzaam, crimineel).